# Кейп-Мей-Пойнт (Нью-Джерсі)
Кейп-Мей-Пойнт (англ. Cape May Point) — місто (англ. borough) в США, в окрузі Кейп-Мей штату Нью-Джерсі. Населення — 305 осіб (2020).

## Географія
Кейп-Мей-Пойнт розташований за координатами 38°56′13″ пн. ш. 74°57′55″ зх. д. / 38.93694° пн. ш. 74.96528° зх. д. (38.936909, -74.965374).  За даними Бюро перепису населення США в 2010 році місто мало площу 0,82 км², з яких 0,77 км² — суходіл та 0,05 км² — водойми.

### Клімат
| Клімат : Кейп-Мей-Пойнт | Клімат : Кейп-Мей-Пойнт | Клімат : Кейп-Мей-Пойнт | Клімат : Кейп-Мей-Пойнт | Клімат : Кейп-Мей-Пойнт | Клімат : Кейп-Мей-Пойнт | Клімат : Кейп-Мей-Пойнт | Клімат : Кейп-Мей-Пойнт | Клімат : Кейп-Мей-Пойнт | Клімат : Кейп-Мей-Пойнт | Клімат : Кейп-Мей-Пойнт | Клімат : Кейп-Мей-Пойнт | Клімат : Кейп-Мей-Пойнт | Клімат : Кейп-Мей-Пойнт |
| Показник                | Січ.                    | Лют.                    | Бер.                    | Квіт.                   | Трав.                   | Черв.                   | Лип.                    | Серп.                   | Вер.                    | Жовт.                   | Лист.                   | Груд.                   | Рік                     |
| Середній максимум, °C   | 5,5                     | 6,5                     | 10,2                    | 15,2                    | 20,3                    | 25,4                    | 27,8                    | 27,3                    | 24,3                    | 18,9                    | 13,5                    | 8,2                     | 17,0                    |
| Середня температура, °C | 1,8                     | 2,8                     | 6,3                     | 11,3                    | 16,3                    | 21,6                    | 24,2                    | 23,8                    | 20,8                    | 15,1                    | 9,8                     | 4,6                     | 13,2                    |
| Середній мінімум, °C    | −1,9                    | −1                      | 2,4                     | 7,4                     | 12,3                    | 17,7                    | 20,6                    | 20,3                    | 17,3                    | 11,2                    | 6,1                     | 1,0                     | 9,5                     |
| Норма опадів, мм        | 85                      | 71                      | 106                     | 92                      | 92                      | 81                      | 96                      | 103                     | 82                      | 92                      | 82                      | 92                      | 1075                    |
| Вологість повітря, %    | 68.9                    | 67.7                    | 66.0                    | 64.5                    | 68.9                    | 73.0                    | 72.9                    | 75.4                    | 72.1                    | 71.0                    | 69.7                    | 69.4                    | 70.0                    |
| ----------------------- | ----------------------- | ----------------------- | ----------------------- | ----------------------- | ----------------------- | ----------------------- | ----------------------- | ----------------------- | ----------------------- | ----------------------- | ----------------------- | ----------------------- | ----------------------- |
| Джерело: PRISM          |                         |                         |                         |                         |                         |                         |                         |                         |                         |                         |                         |                         |                         |

## Демографія
Згідно з переписом 2010 року, у селищі мешкала 291 особа в 164 домогосподарствах у складі 100 родин. Було 619 помешкань
Расовий склад населення:
| - 94,5 % — білих - 2,7 % — чорних або афроамериканців - 0,3 % — азіатів |

До двох чи більше рас належало 2,1 %. Частка іспаномовних становила 0,3 % від усіх жителів.
За віковим діапазоном населення розподілялося таким чином: 4,1 % — особи молодші 18 років, 40,2 % — особи у віці 18—64 років, 55,7 % — особи у віці 65 років та старші. Медіана віку мешканця становила 66,4 року. На 100 осіб жіночої статі у селищі припадало 84,2 чоловіків;  на 100 жінок у віці від 18 років та старших — 83,6 чоловіків також старших 18 років.
Середній дохід на одне домашнє господарство  становив 70 540 доларів США (медіана — 53 125), а середній дохід на одну сім'ю — 93 011 долар (медіана — 73 929). За межею бідності перебувало 12,5 % осіб, у тому числі 100,0 % дітей у віці до 18 років та 14,3 % осіб у віці 65 років та старших.
Цивільне працевлаштоване населення становило 56 осіб. Основні галузі зайнятості: освіта, охорона здоров'я та соціальна допомога — 39,3 %, науковці, спеціалісти, менеджери — 14,3 %, мистецтво, розваги та відпочинок — 14,3 %.